# Ingrid Goude

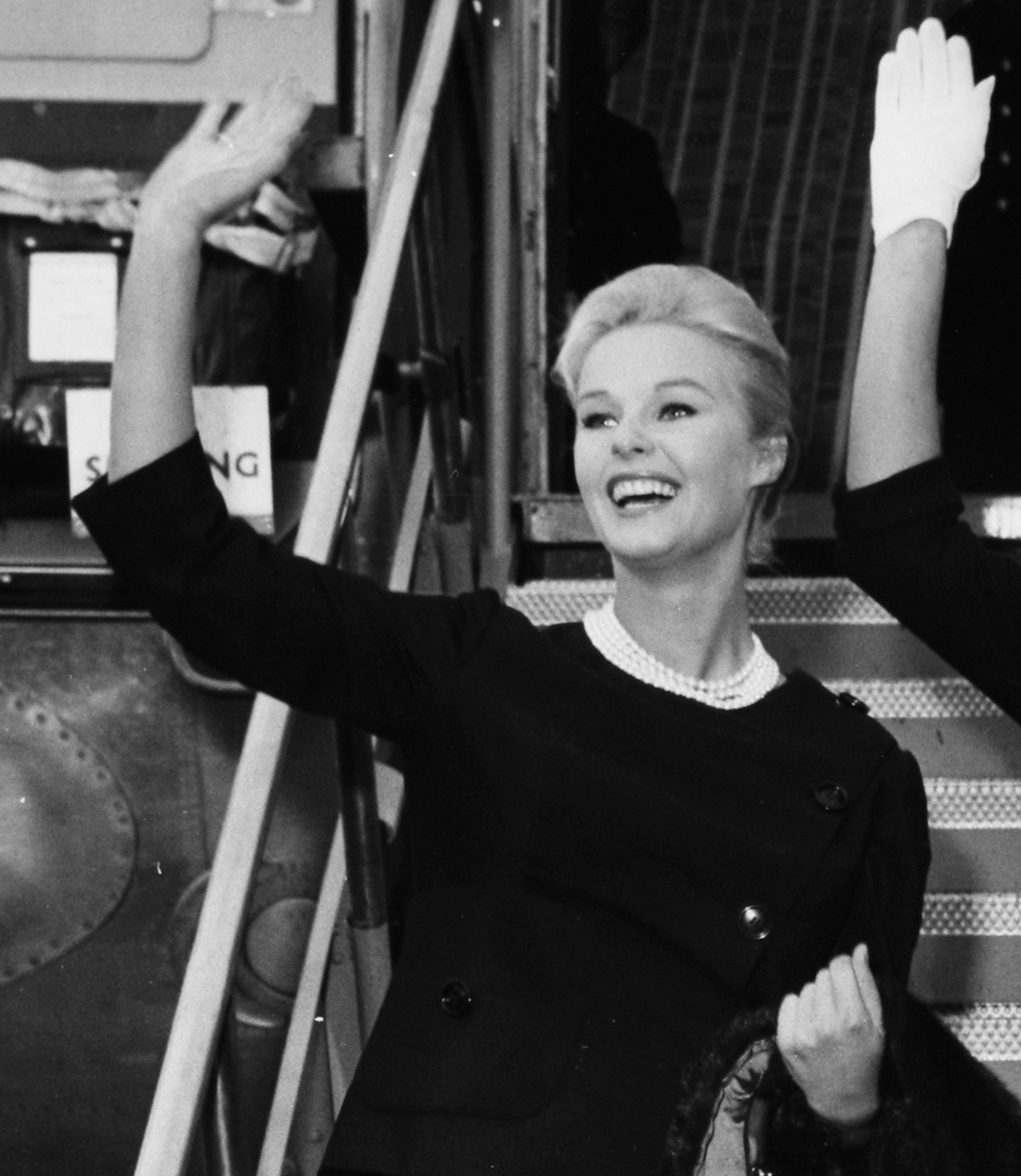
Ingrid Goude

Ingrid Goude (* 26. Mai 1937 in Sandviken) ist ein schwedisches Model und Filmschauspielerin.

## Leben
Goude wurde 1956 zur Miss Schweden gekürt. Im selben Jahr war sie beim Miss-Universe-Wettbewerb Dritte sowie beim Miss-Europe-Wettbewerb Zweite.
Anschließend unterzeichnete sie einen Vertrag mit Universal Studios und wirkte in mehreren Filmen und TV-Serien mit.
Sie heiratete dreimal. Goude hat einen Sohn, Mark Ryan (* 1977), der Kameramann ist.

## Filmografie (Auswahl)
- 1957: Kreuzverhör (The Tattered Dress)
- 1958: Das ist Musik (The Big Beat)
- 1958: Once Upon a Horse…
- 1958: Der Tod reitet mit (Wild Heritage)
- 1959: Ferien für Verliebte (Holiday for Lovers)
- 1959: Die Nacht der unheimlichen Bestien (The Killer Shrews)
- 1959: Never Steal Anything Small